# Unión La Calera

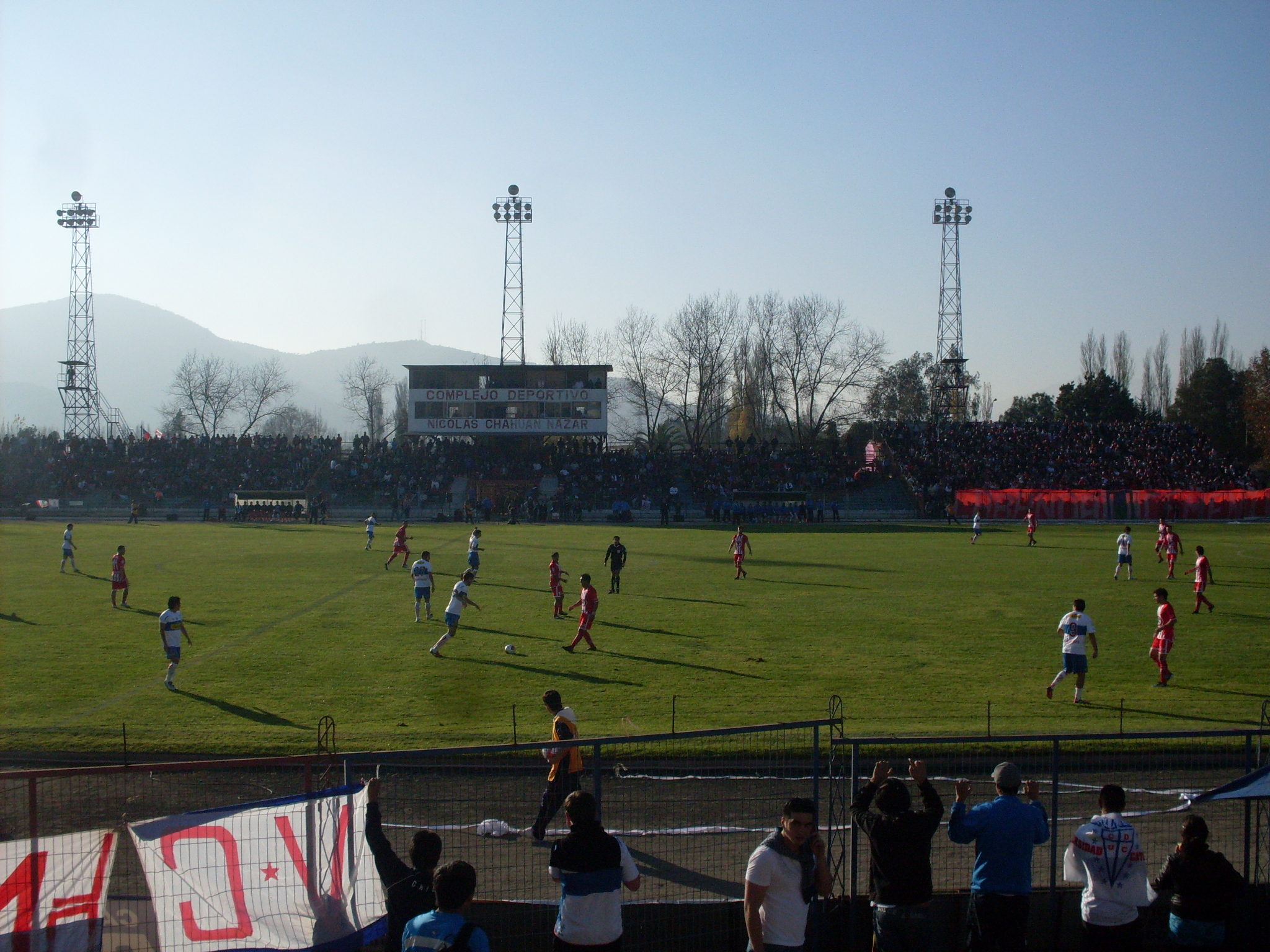
Stadion Nicolás Chahuán

Deportes Unión La Calera is een Chileense voetbalclub uit de stad La Calera, gelegen in de provincie Quillota. De club werd opgericht op 26 januari 1954 na een fusie van vijf clubs: Tifón, Minas Navío, Cóndor, Cemento Melón en Calera Comercio. De voornaamste rivaal is San Luis Quillota.
Unión La Calera speelt zijn thuiswedstrijden in het Estadio Municipal Nicolás Chahuán, dat plaats biedt aan 15.000 toeschouwers. De clubkleuren zijn rood-wit. Unión La Calera promoveerde in 2010 naar de hoogste afdeling van het Chileense profvoetbal, de Primera División.

## Erelijst
Nationaal
- Segunda División

Winnaar: (2): 1961, 1984
- Tercera División

Winnaar: (2): 1990, 2000